# Nawasjolki (Homelskaja, Petrykau, Petrykauski)
Nawasjolki (belarussisch Навасёлкі, russisch Новосёлки) ist ein Ort in Belarus.
Der Ort liegt im Selsawet Petrykauski des Rajon Petrykau der Homelskaja Woblasz.

## Söhne des Ortes
- Ales Dudar (1904–1937), Schriftsteller